# Viktorivka, Domanivka
Viktorivka (în ucraineană Вікторівка) este un sat în comuna Zelenîi Iar din raionul Domanivka, regiunea Mîkolaiiv, Ucraina.

## Demografie
Componența lingvistică a localității Viktorivka
     Ucraineană (96,6%)
     Română (2,55%)
     Alte limbi (0,85%)
Conform recensământului din 2001, majoritatea populației localității Viktorivka era vorbitoare de ucraineană (96,6%), existând în minoritate și vorbitori de română (2,55%).